# Iraza
Iraza es un despoblado que actualmente forma parte del concejo de Adana, que está situado en el municipio de San Millán, en la provincia de Álava, País Vasco (España).

## Toponimia
A lo largo de los siglos ha sido conocido con los nombres de Iraza e Izazaba.

## Historia
Documentado desde 1085, se desconoce cuándo se despobló siendo lo último que desapareció el monasterio de San Lorenzo de Izazaba.
Actualmente sus tierras son conocidas con el topónimo de San Lorenzo.